# Charlotte Abramow
Charlotte Abramow est une photographe et réalisatrice belge, née à Bruxelles le 30 septembre 1993,.

## Biographie
Charlotte Abramow prend ses premiers clichés vers l'âge de sept ou huit ans,, mais elle commence à être passionnée par la photographie à partir du moment où elle possède son premier appareil, vers treize ans. 
À l'âge de 16 ans, elle est repérée par le photographe Paolo Roversi, lors d’un stage aux Rencontres d'Arles 2010.
L'année suivante, Roversi rédige un article sur ses photos, « La fragilité et l’âme d’une guerrière », publié dans Polka Magazine. 
Charlotte Abramow intègre ensuite l'école des Gobelins à Paris à partir de 2013 et en sort diplômée en 2015.
Son œuvre photographique associe le sérieux et l'absurde.
En 2017, elle se lance dans la réalisation pour le clip de la chanson La Loi de Murphy de sa compatriote Angèle puis celui de Je veux tes yeux de la même chanteuse.
En 2018, elle crée un clip dans le cadre de la Journée internationale des femmes, utilisant la chanson Les Passantes de Georges Brassens, sur une idée de Christophe Coffre, président de la création du groupe Havas. La représentation métaphorique de vulves et de menstruations dans ce clip conduit la plateforme YouTube, qui héberge la vidéo, à l'interdire aux moins de 18 ans,. Cette classification a ensuite été retirée après les protestations des internautes.
Elle accuse le duo Gims et Vianney de plagiat pour le clip La Même qui selon son appréciation présente de nombreuses similarités en déclarant : « [ce clip reprend] la même structure, la même esthétique, les mêmes décors aux couleurs pastel et surtout les mêmes types de portraits,. » Maître Gims accuse à son tour Charlotte Abramow d'avoir violé le droit d'auteur en utilisant une séquence du clip de la chanson Silent All These Years (en) de Tori Amos.
Elle travaille ensuite sur un projet de livre autour de son père, Maurice, qui a survécu à un cancer,. L'ouvrage est sorti en novembre 2018.
En 2019, elle réalise un nouveau clip vidéo pour Angèle, pour le titre Balance ton quoi.

## Œuvre photographique
- 2014 :  The Real Boobs (puis dans le cadre de la Nuit de l'année aux Rencontres d'Arles 2015)
- 2015 : Metamorphosis (en collaboration avec le plasticien végétal Duy Anh Nhan Duc)
- 2015 : Bleu (Exhibition Magazine)
- 2016 : Dear Mother
- 2017 : They Love Trampoline
- 2017 : Angèle (pochette d'album)
- 2017 : Un spectacle drôle, spectacle de l’humoriste Marina Rollman (également direction artistique)
- 2018 : Maurice, Tristesse et rigolade
- création en cours : First Loves (en collaboration avec Claire Laffut)
- en projet : Find Your Clitoris

## Filmographie

### Clips
- 2017 : La Loi de Murphy d'Angèle[3]
- 2018 : Je veux tes yeux d'Angèle[3]
- 2018 : Les Passantes de Georges Brassens (clip pour la Journée internationale des femmes)
- 2019 : Balance ton quoi d'Angèle
- 2022 : Clit Is Good de Suzane

### Télévision
- 2021 : H24 (série télévisée) - épisode 6, « Le Cri défendu »

## Distinctions
- Weekend Photo Awards 2011 : prix du public
- Prix Picto de la jeune photographie de mode 2013 : finaliste
- Prix Picto de la jeune photographie de mode 2014 : 1er prix
- Rencontres d'Arles 2015 : finaliste des Photo Folio Review Awards
- Rencontres d'Arles 2017 : mention spéciale pour Projet Maurice aux Photo Folio Review Awards